# Volksvertegenwoordigingsraad
De Volksvertegenwoordigingsraad van de Republiek Indonesië (Indonesisch: Dewan Perwakilan Rakyat Republik Indonesia, afgekort DPR-RI), vaak kortweg DPR, is het lagerhuis van het parlement van Indonesië. Samen met het hogerhuis, de Regiovertegenwoordigingsraad (DPD-RI), vormt het het Raadgevend Volkscongres (MPR-RI), de legislatuur die eens per jaar in verenigde vergadering bijeen komt. De DPR bestaat (sinds 2019) uit 575 leden die eens per vijf jaar worden gekozen.

## Geschiedenis
De geschiedenis van de DPR gaat terug tot de oprichting van de Volksraad van Nederlands-Indië in 1916. Na de onafhankelijkheidsverklaring van Indonesië op 17 augustus 1945 werd er op 29 augustus een tijdelijk parlement ingesteld door president Soekarno: het Centraal Indonesisch Nationaal Comité (KNIP). Na de soevereiniteitsoverdracht door Nederland aan de Verenigde Staten van Indonesië (VSI) in 1949 was er een Volksvertegenwoordigingsraad van de VSI (DPR-RIS). Bij de samenvoeging van de federale VSI en de verschillende deelstaten (waaronder de Republiek Indonesië) werd een Tijdelijke Volksvertegenwoordigingsraad (Dewan Perwakilan Rakyat Sementara) samengesteld bestaande uit de 150 leden van de DPR-RIS, 32 senatoren van de VSI, 13 leden van de Hoge Adviesraad van de Republiek Indonesië en 46 overgebleven leden van het werkcomité van de KNIP. Nadat in september 1955 de eerste parlementsverkiezingen plaatsvonden werd op 26 maart 1956 voor het eerst een gekozen Volksvertegenwoordigingsraad geïnstalleerd.

## Structuur
De Volksvertegenwoordigingsraad heeft een voorzitter (ketua) en vier vicevoorzitters (wakil ketua). De voorzitter en vicevoorzitters zijn afkomstig van de vijf grootste partijen in het parlement op volgorde van groot naar klein. De eerste voorzitter van de DPR, van 1950 tot 1959, was Sartono. De huidige voorzitter, sinds oktober 2019, is Puan Maharani, een dochter van oud-president Megawati Soekarnoputri.
Behalve via de plenaire vergaderingen vindt een groot deel van de werkzaamheden van de DPR plaats via de elf 'commissies' (Komisi DPR; vergelijkbaar met de Vaste Kamercommissies in Nederland). De elf commissies staan bekend onder een nummer, en hebben verantwoordelijkheid over de volgende onderwerpen:
- Commissie I: Defensie, inlichtingen, buitenlandse zaken en informatie
- Commissie II: Binnenlandse zaken, staatssecretariaat en verkiezingen
- Commissie III: Justitie, veiligheid en mensenrechten
- Commissie IV: Landbouw, voedsel, maritieme zaken en bosbeheer
- Commissie V: Infrastructuur en ontwikkeling
- Commissie VI: Industrie, investeringen en mededinging
- Commissie VII: Energie, onderzoek, technologie en milieu
- Commissie VIII: Godsdienst en sociale zaken
- Commissie IX: Gezondheid en arbeid
- Commissie X: Onderwijs, sport en geschiedenis
- Commissie XI: Financiën en bankwezen